# باکاری سار
باکاری سار (انگلیسی: Bakary Saré؛ زادهٔ ۵ مهٔ ۱۹۹۰) بازیکن فوتبال اهل ساحل عاج است.
از باشگاه‌هایی که در آن بازی کرده‌است می‌توان به باشگاه فوتبال العین، باشگاه فوتبال دینامو زاگرب، باشگاه فوتبال ویتوریا گیماریش، باشگاه فوتبال روزنبورگ، باشگاه فوتبال اندرلشت، و باشگاه فوتبال سی‌اف‌آر کلوژ اشاره کرد.
وی همچنین در تیم‌های ملی فوتبال Ivory Coast national under-20 football team و بورکینافاسو بازی کرده‌است.